# 故事的角色
《故事的角色》為香港和臺灣歌手王傑的第一張粵語專輯，發行於1989年2月2日，專輯製作由台灣方面的李壽全與香港五大唱片監製之一的郭小霖共同監製，歌曲均挑選自王傑的前三張國語專輯，並重新譜上粵語歌詞，由台灣飛碟唱片委託母公司香港華納唱片在香港發行，甫推出即獲得三白金（逾15萬張）。歌曲絕大部分均成為王傑的經典代表作品。

## 專輯簡介
1988年，王傑在台灣、新加坡、馬來西亞唱片銷售均獲得巨大成功後，飛碟唱片計劃把王傑的市場擴展到香港。在香港，當時飛碟唱片的母公司華納唱片曾召開多次股東會，強調會簽下王傑，並著手為王傑製作他在港推出的第一張粵語專輯，經過多番考慮後，華納高層黃柏高及何哲圖決定於年中《忘了你忘了我》推出後隨即安排他灌錄這張唱片，與同期國語碟《是否我真的一無所有》合併為單一項目，全碟在台灣錄音，無綫電視節目《歡樂今宵》亦安排採訪。同年10月先行將《可能》（《安妮》的廣東話版）派台，兩個月後再派跟林憶蓮合唱的《還有》，接著就是同名歌曲。由於在專輯未上市前兩首單曲《可能》、《故事的角色》便已同時打進香港電台中文歌曲龍虎榜冠、亞軍，專輯上市後連續24周保持在全港中文唱片銷量榜十大之內（其中有16周高踞銷量榜三甲之內），加上TVB重頭劇《義不容情》播映也推高銷量，首推後2週便大賣16萬張（三白金），累計銷量5白金，以新人來說可謂史無前例，華納唱片公司亦特地頒發白金唱片給予肯定。專輯中不少經典歌曲均打進當地音樂排行榜，如「一無所有」、「酒醉酒醒」、「可能」、「故事的角色」，並且「可能」與「幾分傷心幾分癡」均入圍該年勁歌金曲季選。
何哲圖多年後接受無綫電視的音樂節目《我們的音樂時代》透露，《義不容情》攝製時（1988年），本來監製韋家輝已選定找其他歌手演唱劇集歌曲，不過經Herman斡旋後，才將王傑的《幾分傷心幾分痴》納入《義不容情》的插曲，結果唱片錄得三白金的銷量，打破樂壇新人首張專輯的銷量。另外《惦記這一些》的廣東話版《一生何求》本來也發還給王傑，不過Herman在考慮陳百強的意見後，將歌曲批給他全權負責，並安排潘偉源填詞，Danny也回歸華納唱片，期間潘偉源也按照韋家輝的要求，將「偏加重我苦憂」改為「觸不到已跑開」，並收錄於Danny的《一生何求》大碟。

## 曲目
| 曲序 | 曲名           | 曲     | 詞     | 編曲   | 附註                                                                   | 國語版本                                             |
| 01   | 故事的角色     | 王文清 | 鄭國江 | 陳志遠 |                                                                        | 故事的角色，收錄於專輯《一場遊戲一場夢》             |
| 02   | 可能           | 王傑   | 潘源良 | 陳志遠 | 在香港首支派台歌 韓文版本為姜育恆的《애니》(安妮)                      | 安妮，收錄於專輯《一場遊戲一場夢》                   |
| 03   | 我笑我哭       | 王傑   | 林夕   | 陳志遠 |                                                                        | 別再說想我，收錄於專輯《一場遊戲一場夢》             |
| 04   | 溫柔的你       | 陳秀男 | 陳少琪 | 陳志遠 | 與林憶蓮合唱 另一版本爲《冬季來的女人》                                | 你是我胸口永遠的痛，收錄於專輯《忘了你忘了我》       |
| 05   | 每一個夢       | 王文清 | 鄭國江 | 陳志遠 |                                                                        | 心裡的話，收錄於專輯《忘了你忘了我》                 |
| 06   | 酒醉酒醒       | 王文清 | 潘偉源 | 陳志遠 | 第五首主打歌                                                           | 讓我永遠愛你，收錄於專輯《忘了你忘了我》             |
| 07   | 幾分傷心幾分癡 | 王文清 | 潘偉源 | 陳志遠 | 無線電視劇《義不容情》插曲 韓文版本為姜育恆的《슬픈 이별》(悲傷的告別) | 一場遊戲一場夢，收錄於專輯《一場遊戲一場夢》         |
| 08   | 一無所有       | 陳志遠 | 王傑   | 陳志遠 | 第三首主打歌 電影《飆城》粵語版主題曲                                  | 是否我真的一無所有，收錄於專輯《是否我真的一無所有》 |
| 09   | 不可能         | 王文清 | 潘源良 | 陳志遠 |                                                                        | 忘了你忘了我，收錄於專輯《忘了你忘了我》             |
| 10   | 生和死         | 王傑   | 林夕   | 陳志遠 |                                                                        | 只因我愛你，收錄於專輯《一場遊戲一場夢》             |
| 11   | 人去房空       | 呂國樑 | 陳少琪 | 陳志遠 |                                                                        | 愛你像愛我自己，收錄於專輯《忘了你忘了我》           |

## 唱片版本
- 錄音帶版
- CD版
- 黑膠唱片

## 獎項
- 香港國際唱片業協會第十一屆金唱片頒獎典禮

- 「白金唱片獎」：【故事的角色】

- 1989年勁歌金曲季選

- 「第一季金曲」：【可能】（页面存档备份，存于）
- 「第二季金曲」：【幾分傷心幾分癡】（页面存档备份，存于）

## 其他記錄
- 2008年獲《明報週刊》評選為香港樂壇40年40經典唱片之一。

## 專輯文案
他歌唱的很好，他的眼神深邃銳利，他的感情濃得化不開，他的背影比誰都孤單，和其他很多歌星一樣，他有段長長的過去，雖然不能忘記，卻也不用再提，因為一切正要出發，因為他將成為巨星，BORN TO CONQUER，生來獲勝、生來征服。王傑站在卑微與高貴的交界，對自己與全世界說：「我來了，一切便不一樣了！」獻給在愛情中心靈饑渴，在生活中百無禁忌，在音樂中追求個性的一代。
註：內容同首張國語唱片《一場遊戲一場夢》

## 音樂錄影帶
- 故事的角色
- 可能
- 酒醉酒醒
- 幾分傷心幾分痴（一場遊戲一場夢）
- 一無所有（是否我真的一無所有）

## 後續影響及相關二次創作
- 《幾分傷心幾分痴》成為了香港流行音樂其中一首經典作品，其後更被部分人士改編。
  - 姜育恆曾經在1993年於韓國發行過一張韓文專輯《生命與愛》，其中包括一曲《슬픈 이별》(悲傷的告別)，正是改編自本曲。[8]
  - 高登音樂台曾經推出二次創作歌曲《啜毛姨姨》以反對明日大嶼計劃，改編自第一句歌詞為『哭泣聲絕無意義』的王傑歌曲《幾分傷心幾分痴》，同時惡搞民主派立法會議員毛孟靜及諷刺政府進行虛假諮詢，浪費財政儲備及未有考慮氣候風險。《啜毛姨姨》歌詞第一句變成『哭泣聲啜毛姨姨』，創作團隊更找來毛孟靜為歌詞給予評語及客串MV。[9][10]